# Antonio Brandoli
Antonio Brandoli (Bastiglia, 8 gennaio 1939 – Modena, 22 agosto 2022) è stato un altista e allenatore di atletica leggera italiano.

## Biografia
Si avvicinò all'atletica nel 1955 allenato da Fernando Ponzoni alla Fratellanza di Modena; di li a pochi anni sarebbe diventato primatista italiano con la misura di 2,04 m. superati il 5 luglio 1962 all'arena di Milano con i colori della società FF.OO di Padova.
Sempre in quell'anno ci fu la principale affermazione a livello internazionale con la vittoria dei Campionati Mondiali Militari di S'Hertogenbosch con la misura di 1,98.
La caratteristica di Antonio Brandoli era la sua statura inferiore al metro e 70 decisamente insolita, per un saltatore in alto che lo portava ad avere un differenziale tra l'altezza e la misura superata tra i più alti al mondo.
La tecnica di salto era quella inventata da George Horine e denominata Western Roll.
Durante la sua carriera agonistica indossò per 6 volte la maglia azzurra, e verso la fine della stessa iniziò la carriera di allenatore sempre nella Fratellanza di Modena dove per 50 anni contribuì in maniera determinante alla vita ed al successo della gloriosa società modenese. Tra gli atleti allenati i più in vista furono Fabrizio Secchi, Alessandro Guazzaloca, Matteo Rubbiani e Luca Cadalora, passato poi al motocliclismo.

## Progressione
| Stagione | Risultato | Luogo  | Data     | Rank. Italia. |
| -------- | --------- | ------ | -------- | ------------- |
| 1955     | 1,65      | Modena |          |               |
| 1956     | 1,78      | Modena |          |               |
| 1957     | 1,85      |        |          |               |
| 1958     | 1,90      |        |          |               |
| 1959     | 1,94      |        |          |               |
| 1960     | 1,98      |        |          |               |
| 1961     | 1,97      |        |          |               |
| 1962     | 2,04      | Milano | 5 luglio | 1             |
| 1963     | 1,95      |        |          |               |
| 1964     | 1,95      |        |          |               |

## Palmarès
| Anno | Manifestazione               | Sede            | Evento        | Risultato | Prestazione | Note |
| ---- | ---------------------------- | --------------- | ------------- | --------- | ----------- | ---- |
| 1961 | Campionati Italiani Assoluti | Torino          | Salto in alto | 2º        | 1,95        |      |
| 1962 | Campionati Italiani Assoluti | Napoli          | Salto in alto | 2º        | 1,98        |      |
| 1962 | Campionati Mondiali Militari | S'Hertogenbosch | Salto in alto | 1º        | 1,98        |      |